# Schieblers Taubenapfel
Schieblers Taubenapfel zählt zu den alten Apfelsorten. Er wurde in der ersten Hälfte des 18. Jahrhunderts von Ludwig Schiebler in der Baumschule Baumschule J. L. Schiebler & Sohn in Celle (Niedersachsen, Deutschland) aus Samen gezogen.
Es ist ein sehr guter Tafelapfel und ein guter Wirtschaftsapfel, der ab November genussreif und bis Anfang Februar haltbar ist. Für den Anbau sind der Hoch- und Halbstamm auf Sämlingsunterlage geeignet; die Ansprüche an den Boden sind mittelhoch, er sollte nahrhaft sein und gutes Nachlieferungsvermögen besitzen. Höhere Lagen kommen in Frage, solange diese geschützt sind.
Die Frucht ist mittelgroß, 57–67 mm hoch, 44–58 mm dick, länglich-eiförmig und ziemlich gleichmäßig gebaut. Die Rippen laufen flach über die halbe Frucht, der Querschnitt ist ziemlich rund. Die Fruchtschale ist glatt, hellgrün, später grünlichgelb.
Die Sorte ist sehr gesund und frostwiderstandsfähig, außerdem hat sie nur eine geringe Anfälligkeit für Apfelschorf. Der Ertrag ist sehr hoch und der Apfel hat sehr gute Lagereigenschaften, die Sorte ist wenig empfindlich und nicht fäulnisanfällig.

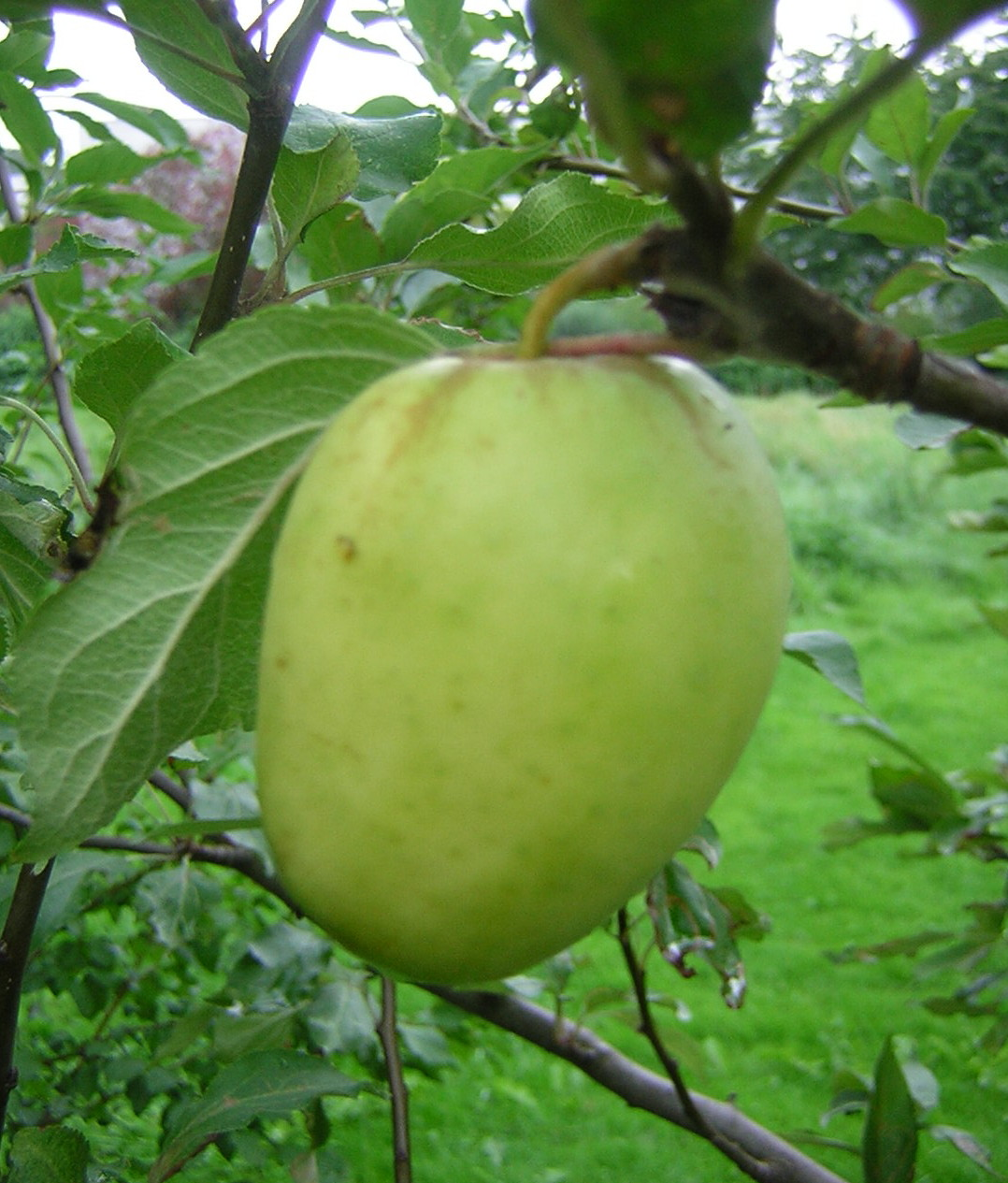
Schieblers Taubenapfel am Baum
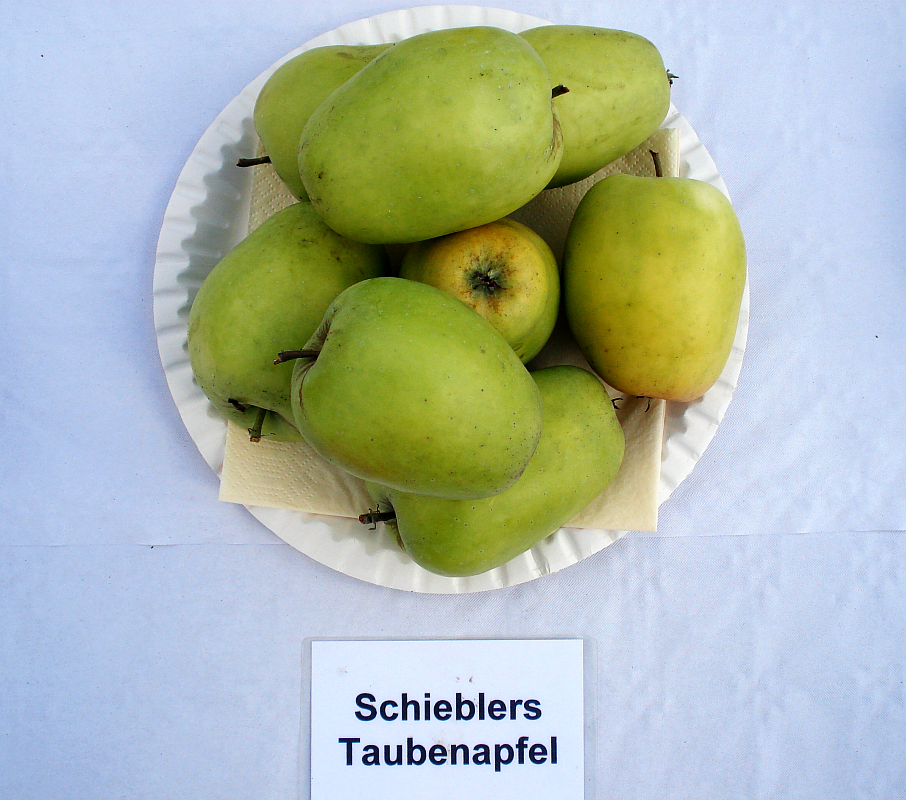
Ein Teller voll Schieblers Taubenäpfel